# Paucartambo (distrito de Pasco)
Paucartambo é um distrito do Peru, departamento de Pasco, localizada na província de Oxapampa.

## Transporte
O distrito de Paucartambo é servido pela seguinte rodovia:
- PA-107, que liga o distrito à cidade de Chontabamba
- PA-106, que liga o distrito de Oxapampa à cidade de Ninacaca [2][3][4]